# Reeswinkeler Bach
Der Reeswinkeler Bach ist ein gut ein Kilometer langer Bach im Märkischen Oberland, der auf dem Gebiet der Gemeinde Schalksmühle verläuft. Er ist ein  südlicher und orografisch rechter Zufluss der Glör im nordrhein-westfälischen Märkischen Kreis.

## Geographie

### Verlauf
Der Reeswinkeler Bach entspringt im gleichnamigen Schalksmühler Ortsteil auf einer Höhe von etwa 320 m ü. NHN bei einer Gärtnerei westlich der Straße Ober-Rieswinkel.
Der Bach fließt zunächst in nordnordöstlicher Richtung am Ortsrand des Dorfes entlang, richtet dann seinen Lauf nach Norden und läuft dann, begleitet vom Reeswinkeler Weg erst durch Wiesen und dann durch Wald.
Er unterquert noch die Glörstraße (K 10) und mündet schließlich beim Ortsteil Dahlerbrück auf einer Höhe von circa 218 m ü. NHN unterirdisch verrohrt von rechts und vom Süden in die  aus dem Westen heranziehende Glör. 
Der etwa 1,2 km langer Lauf des Reeswinkeler Bachs endet ungefähr 102 Höhenmeter unterhalb seiner Quelle, er hat somit ein mittleres Sohlgefälle von etwa 8 %.

### Einzugsgebiet
Das Einzugsgebiet der Reeswinkeler Bachs liegt im Märkischen Oberland und wird durch sie über die Glör, die Volme, die Ruhr und den Rhein zur Nordsee entwässert.